# Die christliche Prinzessin und der Muslim
Die christliche Prinzessin und der Muslim, auch Die christliche Königstochter und der Muslim, ist eine Erzählung aus Tausendundeiner Nacht. In der Arabian Nights Encyclopedia wird sie als ANE 171 gelistet (→ Tausendundeine Nacht – Liste der Geschichten). In der Geschichte kommt ein muslimischer Arzt in das Land der Christen und trifft eine kranke, aber gläubige Prinzessin.

## Handlung
Sidi Ibrahim ibn al-Chauwas wird von seinem Geist in das Land der Nichtmuslime getrieben. Eines Tages trifft er am Tor einer Stadt eine Menge schwarzer Sklaven, die ihn fragen, ob er Arzt sei. Als er bejaht, fordern diese ihn auf, ihnen zum König zu folgen. Dieser hat eine Tochter, die schwer krank ist und bisher von keinem seiner Ärzte geheilt werden konnte. Der König lässt die Ärzte, deren Handeln keinen Nutzen zeigt, hinrichten. Ibn al-Chauwas geht in die Gemächer der Prinzessin, die hinter einem Vorhang verborgen ist und mit schwacher Stimme aus ausgezehrtem Leibe spricht. 
Zuerst will Ibn al-Chauwas ihr den islamischen Friedensgruß entbieten, lässt es jedoch, woraufhin ihn die Prinzessin tadelt und bei seinem Namen nennt – den sie nicht wissen kann. Da berichtet sie ihm, dass sie – als eigentliche Christin – das islamische Bittgebet verrichtet habe und Gott ihr versprochen habe, einen Heiligen namens Ibn al-Chauwas zu ihr zu schicken, der ihr Befreiung bringen werde. Die Prinzessin erzählt Ibn al-Chauwas, dass sie schon seit vier Jahren den Glauben an den Islam im Inneren angenommen habe, ihre Familie sie jedoch deswegen für vom Teufel besessen halte. 
Ibn al-Chauwas lässt dem König ausrichten, dass er den Grund ihrer Krankheit gefunden habe, und bleibt sieben Tage bei dem Mädchen. Schließlich fragt sie ihn, wann sie gemeinsam ins Land des Islam gehen werden. Da verhüllt Gott sie vor den Augen der Menschen und die beiden verlassen den Palast und begeben sich ins Land des Islam.

## Hintergrund
Die Geschichte findet sich in den ägyptischen Handschriften und den frühen Druckausgaben von Tausendundeine Nacht, darunter in Bulaq I. Auf die Kalkutta-II-Edition griffen für ihre Übersetzungen Richard Francis Burton und Enno Littmann zurück.

## Ausgaben
- Richard Francis Burton: Arabian Nights, Burton Club, 1900 (Erstausgabe 1885–1888), Band 5, S. 277–283.
- Enno Littmann: Die Erzählungen aus den tausendundein Nächten, Insel Verlag, Frankfurt 1968 (Erstausgabe 1922–1928, Kalkutta-II-Edition), Band 3, S. 743–747.